# Храмовая архитектура

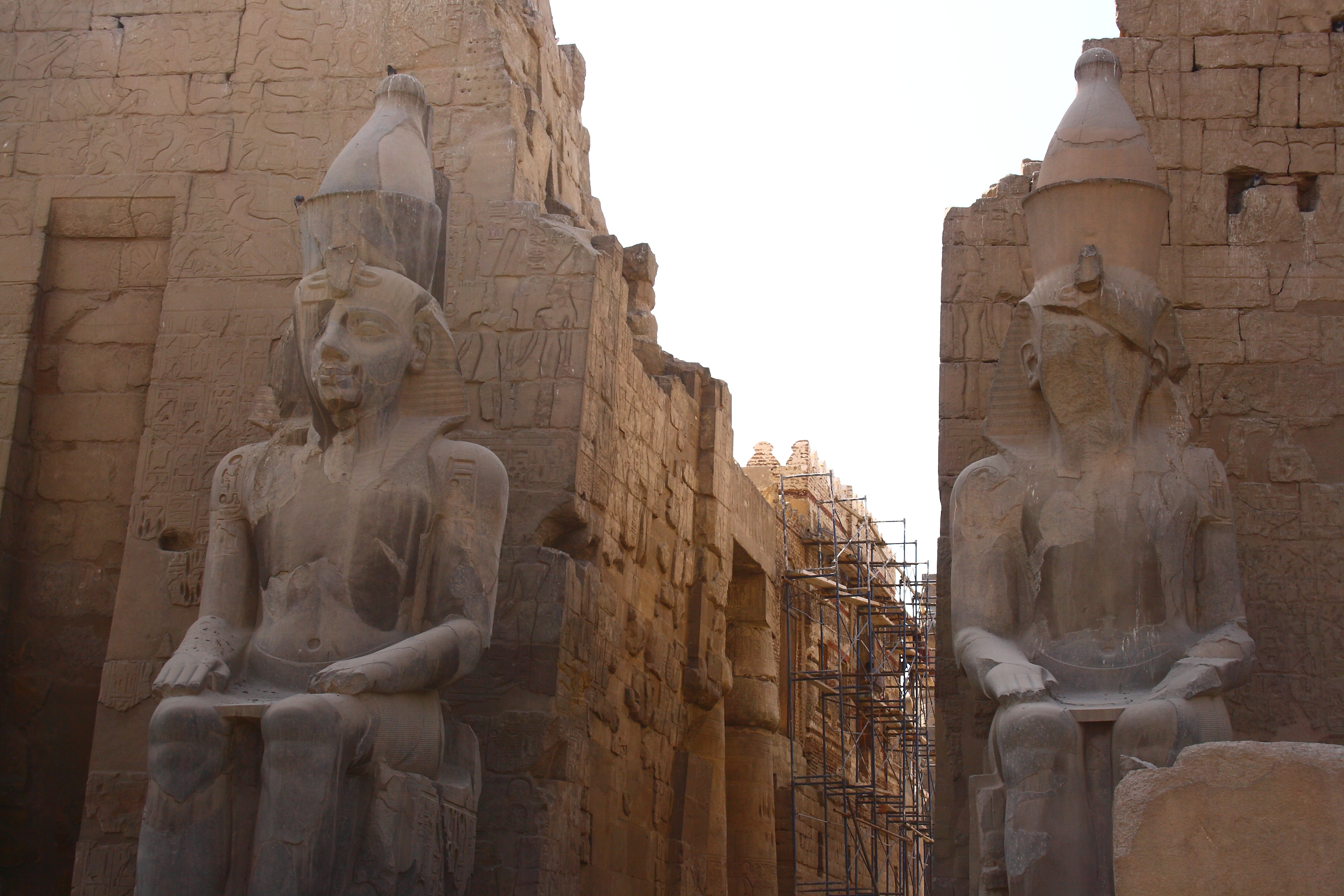
Луксорский храм в Египте, построенный примерно 3400 лет назад

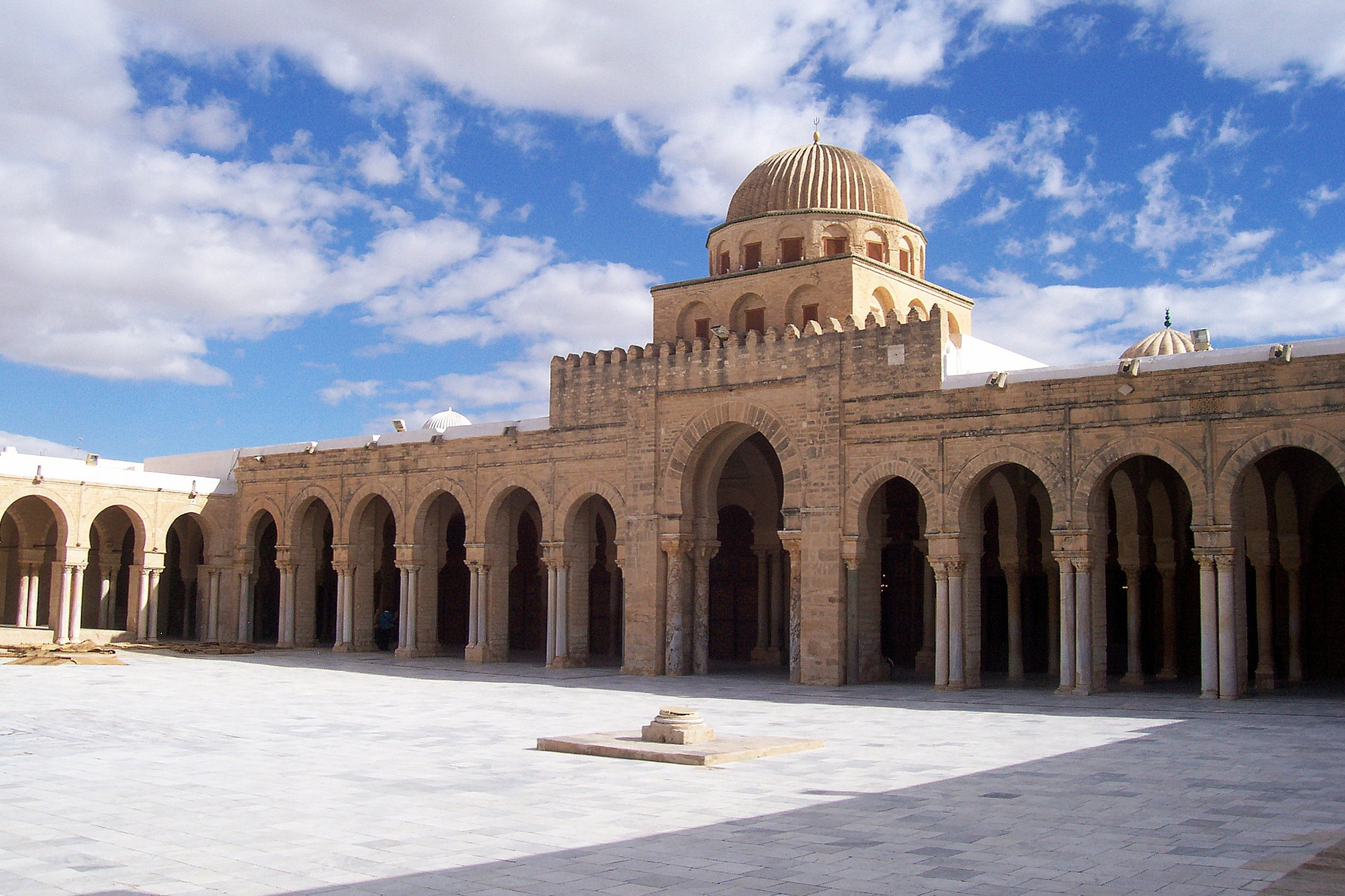
Мечеть Укба, 670 год, не перестраивалась с IX века., наследие Юнеско в Тунисе

Храмовая архитектура (а также сакральная архитектура) — архитектура, занимающаяся проектированием и сооружением мест поклонения и священных культовых объектов, таких, как церкви, мечети, ступы, синагоги, и др. Многие цивилизации древности вкладывали большие средства и усилия в сакральную архитектуру, многие древние пирамиды и храмы сохранились до наших дней.
До появления современных небоскрёбов культовые и религиозные постройки обычно были самыми крупными и выдающимися из всех строений. Несмотря на то, что стиль сакральной архитектуры менялся со временем, выражая общие тенденции в архитектуре, тем не менее он отличается от стиля постройки других сооружений.
Научная дисциплина история архитектуры занимается тщательным изучением сакральной архитектуры начиная с древности и как минимум до эпохи барокко. Сакральная геометрия, иконопись, сложная символика знаков и орнаментов являются неотъемлемыми чертами сакральной архитектуры.

## Древняя архитектура

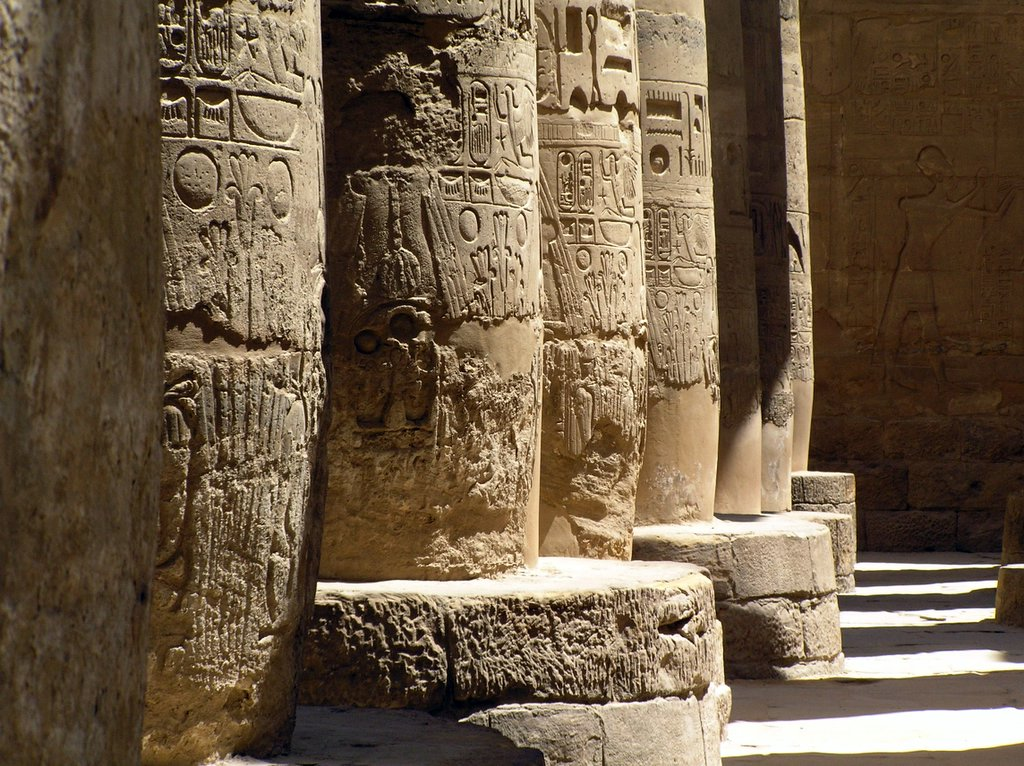
Интерьер Карнакского храма

Древняя сакральная архитектура включает в себя неолитическую архитектуру, древнеегипетскую архитектуру и шумерскую архитектуру. Древние религиозные здания, в частности, храмы, часто рассматривались как место обитания богов и использовались в качестве места проведения ритуалов и жертвоприношений. Древние гробницы и погребальные сооружения также являются примером архитектурных сооружений, отражающих религиозные верования разных народов. Карнакский храм в Фивах строился 1300 лет, и его многочисленные храмы скорее всего являются самой крупной религиозной структурой из когда-либо построенных. Древнеегипетская религиозная архитектура очаровала археологов и захватывала воображение людей на протяжении тысячелетий.

## Классическая архитектура
| См. также: Архитектура Древней Греции и Архитектура Древнего Рима | Классическая архитектура |

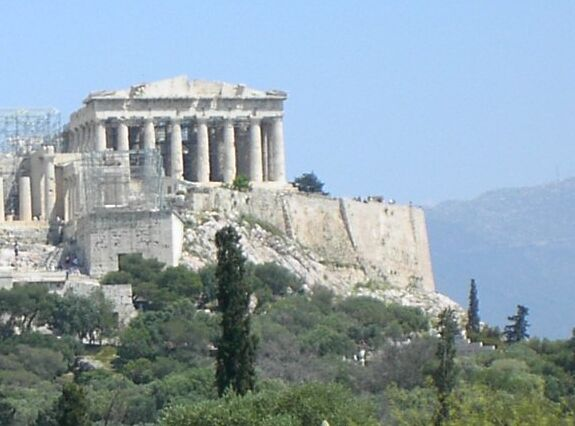
Парфенон, Афины, Греция

Около шестисотого года до н. э. деревянные колонны храма Геры в Олимпии были заменены каменными. Благодаря распространению этой практики на другие святилища некоторые каменные здания сохранились до наших дней. За греческой архитектурой последовала эллинистическая, а затем и римская, которая во многом копировала греческую. Поскольку храмы являются единственными зданиями, сохранившиеся до наших дней, большинство наших знаний о классической архитектуре основано именно на религиозных сооружениях. Парфенон, служивший не только местом почитания, но и казначейством, традиционно рассматривается как величайший пример классической архитектуры.

## Восточная архитектура
| См. также: Архитектура Хойсалы и Индуистская архитектура | Индийская скальная архитектура |

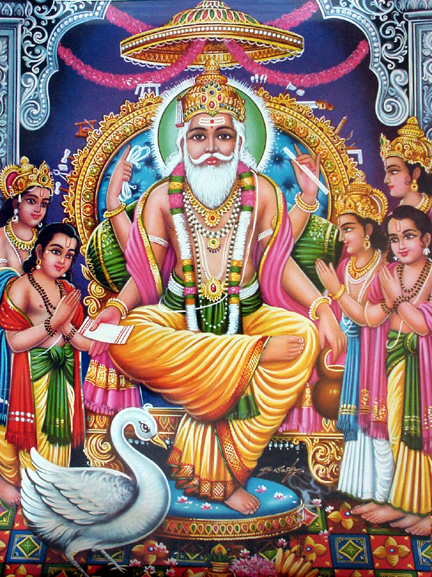
Вишвакарман

Индийская архитектура связана с историей и географией Индийского субконтинента. Проходящие через Индию торговые пути купцов, а также вторжения завоевателей повлияли на появление некоторых привнесённых извне элементов в традиционной индийской архитектуре. Разнообразие индийской культуры представлено в её архитектуре. Индийская архитектура сочетает в себе древние и разнообразные местные традиции, с типами, формами и технологиями из Западной и Центральной Азии, а также Европы.

### Буддизм
| См. также: Ступа (архитектура) | Буддийская архитектура |

Буддийская архитектура сформировалась в Южной Азии начиная с третьего века до н. э. С ранним буддизмом ассоциируются два вида сооружений: вихары и ступы.
Изначально вихары были временными убежищами странствующих монахов во время сезона дождей, позже эти сооружения разрабатывались для удовлетворения растущего и все более формализованного буддийского монашества. Примером подобного сооружения может служить Наланда в Бихаре.
Первоначальной функцией ступы было хранение и поклонение мощам Будды. Самый ранний существующий пример ступы находится в деревне Санчи в штате Мадхья-Прадеш. В соответствии с изменениями в религиозной практике, ступы были постепенно включены в Чайтьи. Они достигли расцвета в первом веке до нашей эры, о чём свидетельствует пещерные комплексы Аджанта и Эллора в штате Махараштра.
Пагода является развитием идеи индийской ступы, она характеризуется многоуровневой башней с несколькими карнизами, они распространены в Китае, Японии, Корее, Непале и других частях Азии.
Буддийские храмы строились и за пределами Южной Азии, там, где буддизм терял свою популярность с начала н. э., храмы приходили в запустение. Примером такого заброшенного храма является Махабодхи в Бодх-Гая, Бихар. Архитектурные сооружения в виде ступы распространены в Азии, принимают разнообразные формы, различаясь в деталях, специфичных для разных регионов. Они были распространены на Китай и весь азиатский регион непальским архитектором Аранико в начале XIII века во времена Хубилая.

### Индуизм

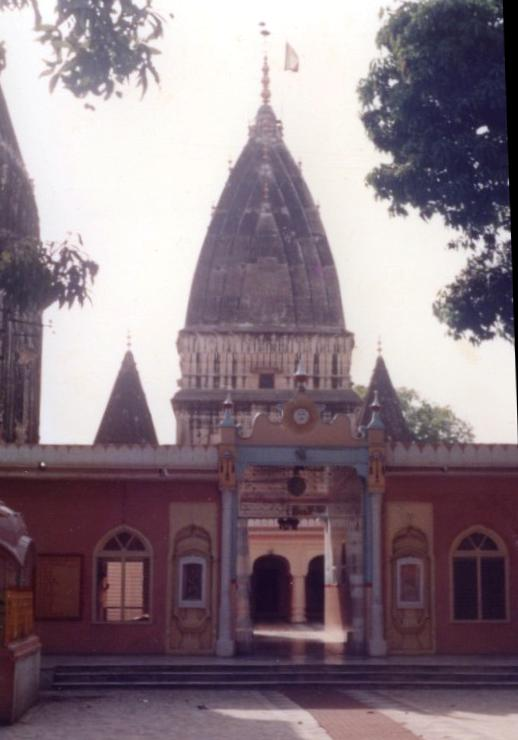
Шикхара Храма Рагхунатх в Джамму, построенного в стиле Нагара

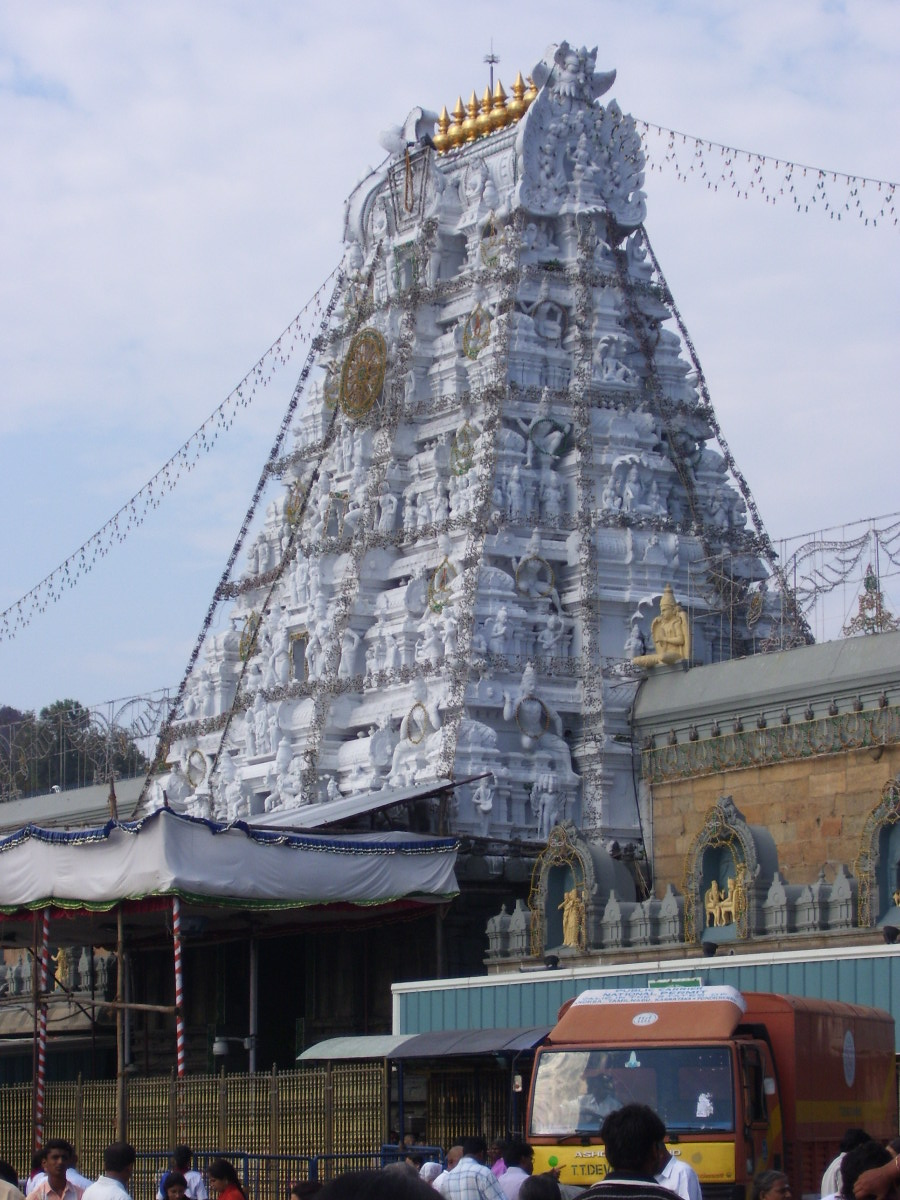
Храм Тирумалы Венкатешвары, построенный в дравидийском стиле

Индуистская архитектура основана на Васту-шастре, её принципы изложены в Шилпа-шастре и других индуистских трактатах в соответствии с принципами, восходящими, как считается, к легендарному архитектору Вишвакарману. Ей более 2000 лет, и она придерживается строгой религиозной модели, которая включают в себя элементы астрономии и сакральной геометрии. Согласно индуизму, храм символизирует как макрокосм (Вселенную), так и микрокосм внутреннего мира. В то время как основные формы индуистской храмовой архитектуры придерживаются строгих традиций, значительным изменениям подвержены многочисленные декоративные украшения и орнаменты.
Основными составляющими индуистского храма являются святая святых, называемая Гарбхагриха, зал собрания, а также пространство у входа. Гарбхагриха обычно увенчана шикхарой башенного типа. Индуистский храм символизирует гору Меру, ось мира. Существуют строгие правила, которые описывают темы и скульптуры, которые должны быть на внешних стенах здания храма.
Два основных стиля индийской храмовой архитектуры — Нагара в Северной Индии и Дравида в южной Индии. Главным различием между этими двумя стилями является наличие детально проработанного входа в архитектуре юга Индии. Сооружения этих стилей также легко отличить по форме и отделке их шикхар. У храмов в стиле Нагара шикхары округлые, а в стиле Дравида — пирамидальные.

## Византийская архитектура

Софийский собор

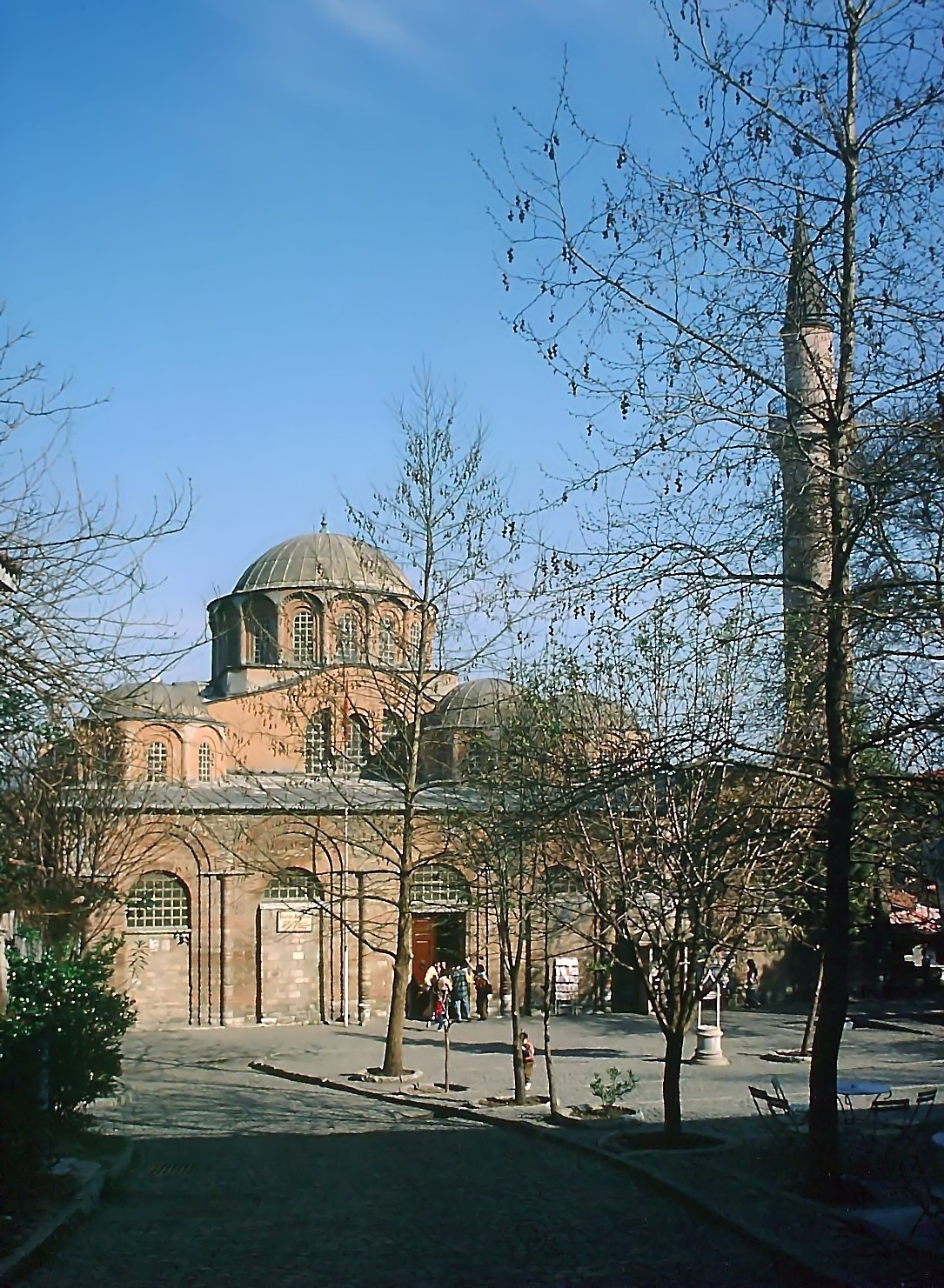
Монастырь Хора в Стамбуле

Истоком византийской архитектуры является архитектура Римской империи, однако стиль сложился также под влиянием архитектуры Ближнего Востока и греческой традиции крестообразного церковного дизайна. Кроме того, вместо камня стали использовать кирпич, классический порядок менее строго соблюдался, мозаики заменили резные украшения и появились сложные купола. Один из величайших прорывов в истории западной архитектуры произошёл, когда архитекторы Юстиниана изобрели сложную систему, предусматривающую плавный переход от квадратного основания церкви к круглому куполу (или куполам) с помощью тромпа или паруса. Ярким примером ранней византийской религиозной архитектуры является Софийский собор в Стамбуле.

## Ислам

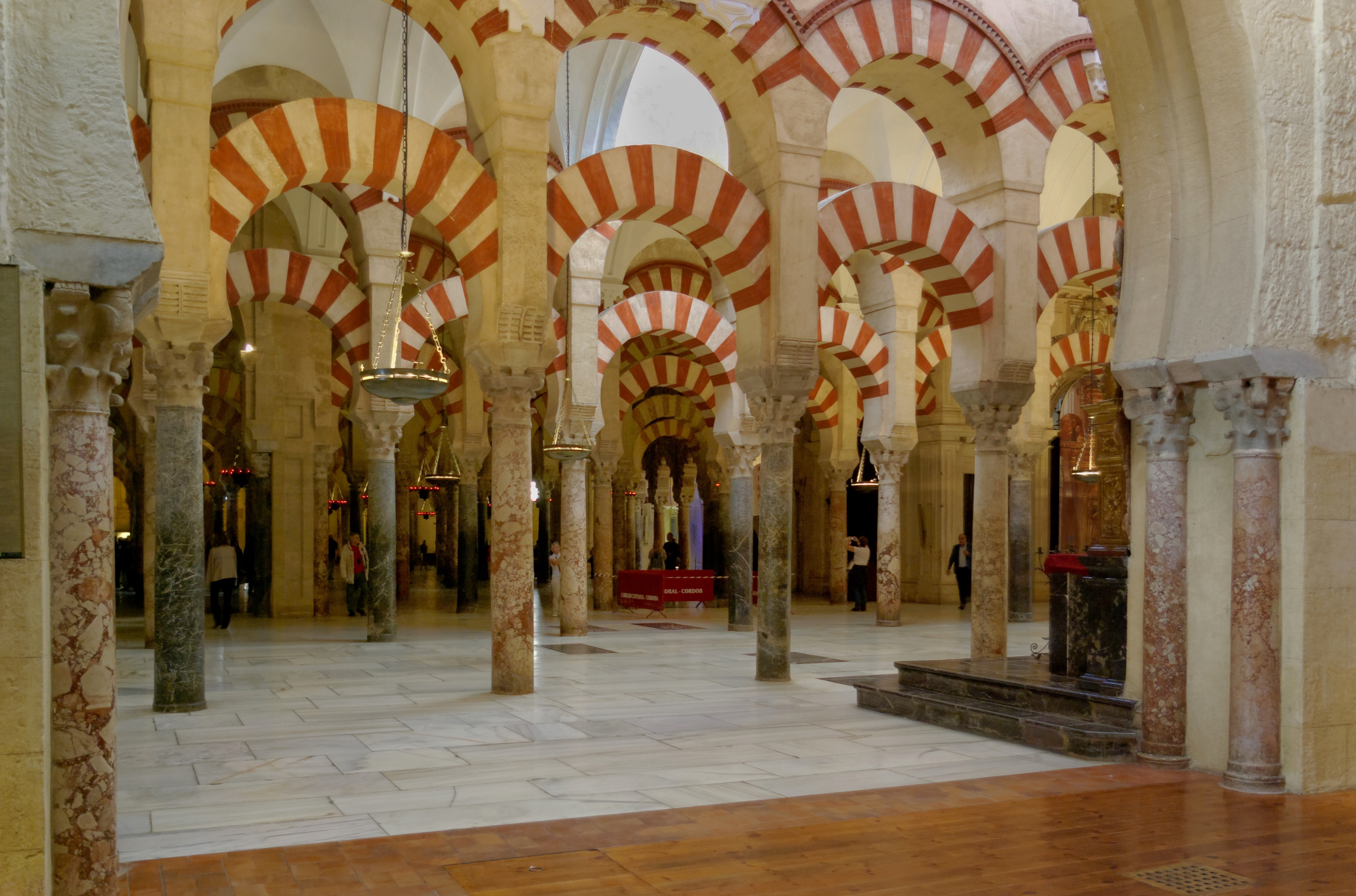
Интерьер Кордовской соборной мечети

Ранняя исламская архитектура испытала сильное влияние византийской архитектуры, особенно таких элементов, как круглые арки, своды и купола. В различных регионах исламского мира строились свои характерные типы мечетей. Среди наиболее известных — ранние аббасидские мечети, мечети Т-типа и анатолийские мечети с центральным куполом.
Самым ранним стилем в исламской архитектуре был арабский тип мечетей во времена династии Омейядов. Эти мечети были квадратными или прямоугольными с закрытым двором и крытым молельным залом. Большинство ранних мечетей этого типа имели молитвенный зал с плоской крышей, что требовало многочисленных колонн и опор. Мечеть в Кордове поддерживают более 850 столбцов. Мечети арабского типа продолжали строить и при династии Аббасидов.

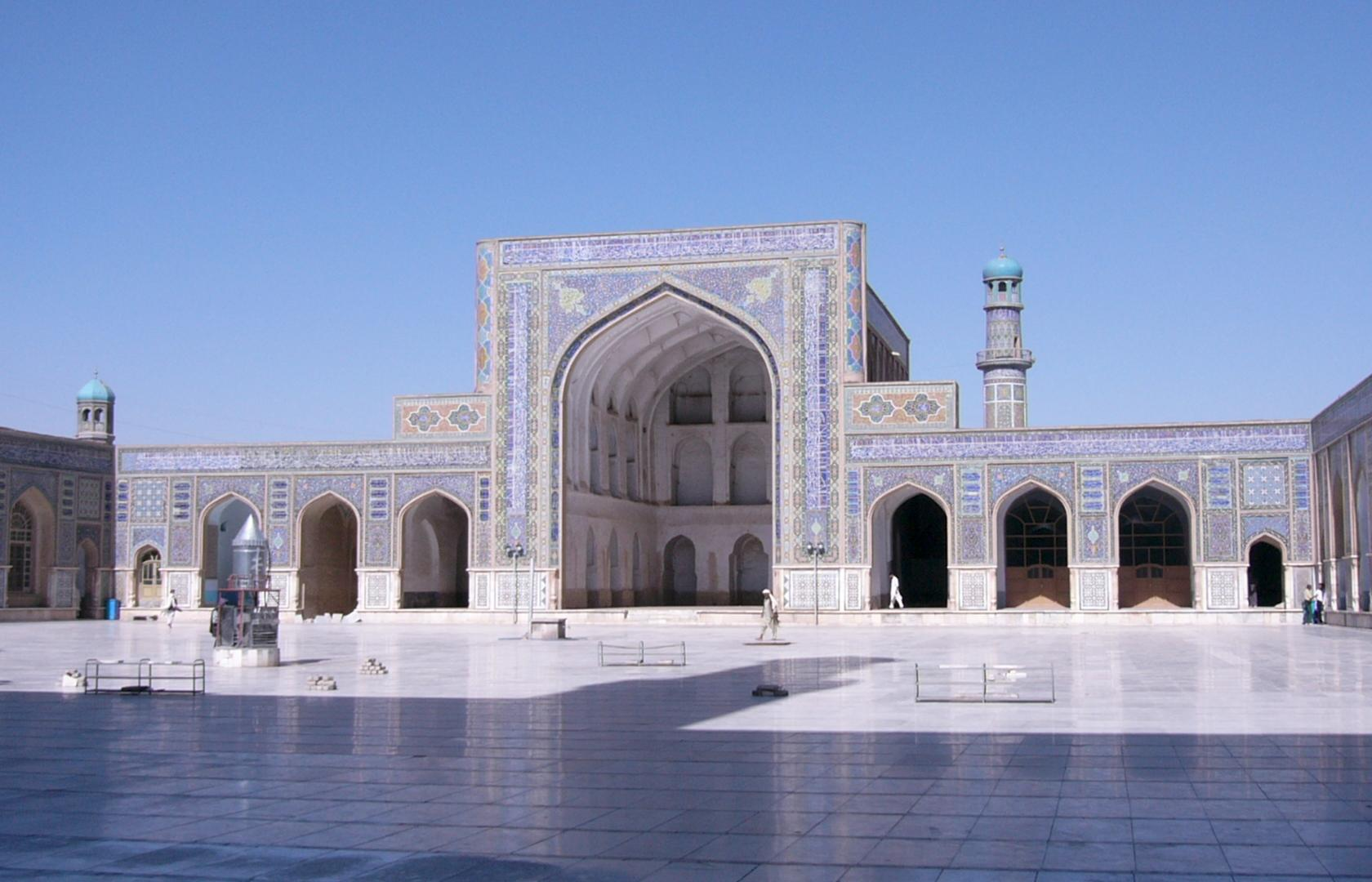
Гератская соборная мечеть, пример айванной мечети

В Османской империи в 15 веке появился центральный купол мечети, расположенный в центре над молитвенным залом. Кроме одного большого купола в центре, часто присутствовали меньшие купола вне центра в молитвенном зале или в остальной части мечети, где молитва не проводится. Мечеть Купол Скалы в Иерусалиме является одной из самых известных мечетей этого типа.
В средние века строили также айванные мечети, отличающиеся наличием айванов. В айванных мечетях один или более айванов ведут к центральному двору, который служит молитвенным залом. Стиль представляет собой заимствование из доисламской иранской архитектуры и использовался в мечетях Ирана и стран, попавших под персидское влияние. Многие айванные мечети были перестроены из зороастрийских храмов огня, где эти дворики использовались для хранения священного огня. Сейчас айванные мечети уже не строят. Мечеть Имама в Исфахане является классическим примером айванной мечети.

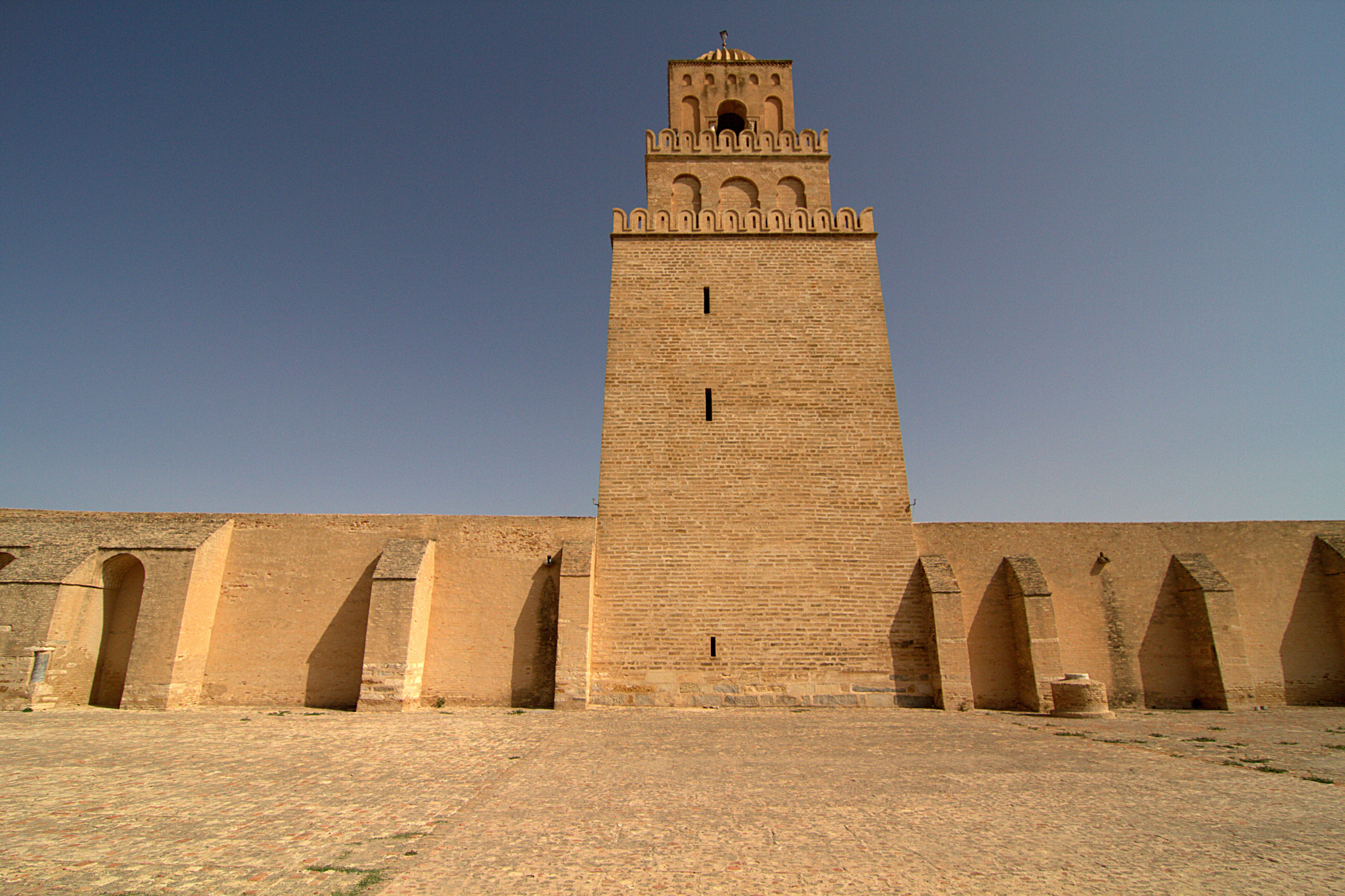
Вид на трёхуровневый квадратный минарет Великой мечети Кайруан, основанной в 670 году. Одна из самых впечатляющих мечетей в Северной Африке

Общей чертой мечетей являются минареты, узкие высокие башни, которые обычно находятся в одном из углов мечети. Верхушка минарета всегда является самой высокой точкой мечети, а часто и всей округи. У первых мечетей не было минаретов, и даже в наши дни наиболее консервативные исламские движения, например ваххабиты избегают строить минареты, считая их демонстративными и ненужными. Первый минарет был построен в 665 году в Басре во время правления халифа Омейядов Муавия I. Муавия поощрял строительство минаретов, чтобы они сделали мечети сопоставимыми с христианскими церквями с их колокольнями. Следовательно, мусульманские архитекторы позаимствовали форму колоколен для своих минаретов, использовуя их практически для тех же целей — призыв верующих к молитве.
Купола были отличительной чертой исламской архитектуры с 7 века. С течением времени размеры куполов росли, сначала занимая лишь небольшую часть крыши рядом с михрабом, стали постепенно охватывать всю крышу над молитвенным залом. Хотя обычно купола делали в форме полусферы, индийские Моголы распространили луковичные купола на Южную Азию и Персию.

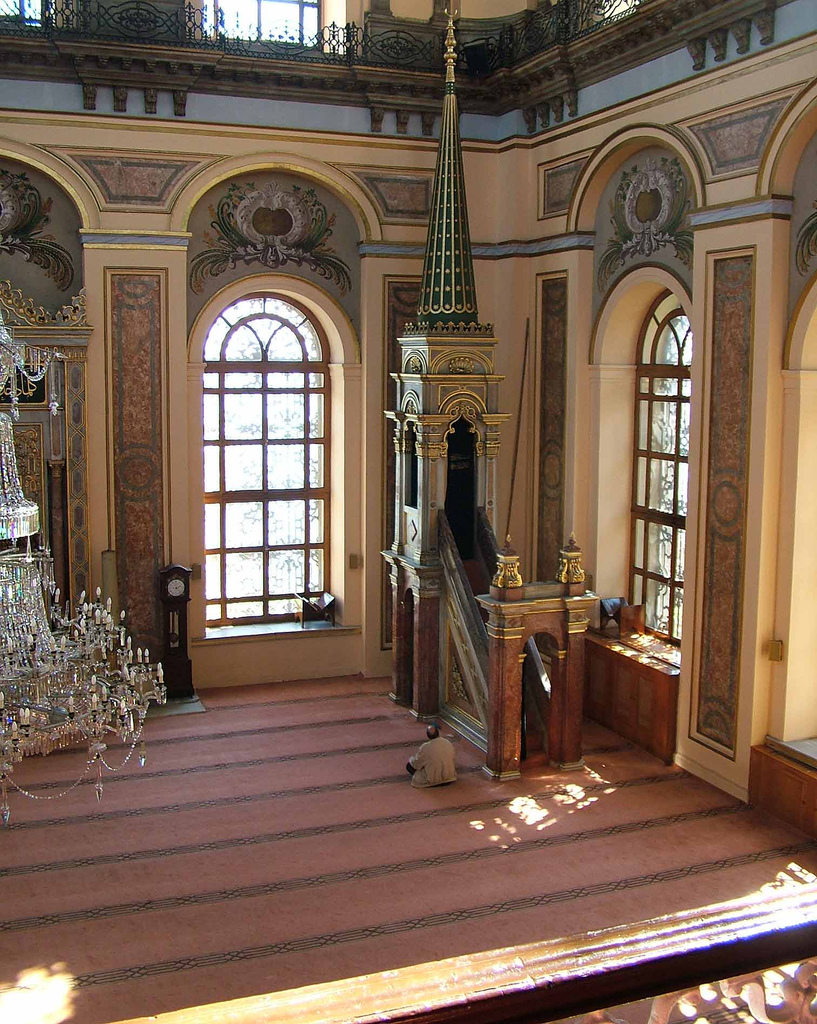
Молитвенный зал в турецкой мечети, с минбаром

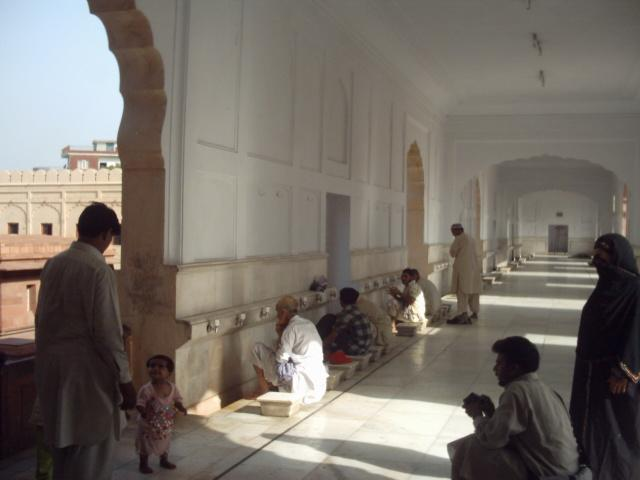
Омовение, люди готовятся к молитве в Мечети Бадшахи в Лахоре

В молитвенном зале, также называемом мусалла, мебель отсутствует, нет в нём ни стульев, ни скамеек. Молитвенные залы не содержат изображения людей, животных и духовных деятелей, хотя стены могут быть украшены арабской каллиграфией и стихами из Корана.
Обычно напротив входа в молитвенный зал находится стена кибла, которая визуально подчёркивает пространство молитвенного зала. Стена кибла обычно перпендикулярна направлению на Мекку. Прихожане молятся рядами параллельно стене кибла и таким образом организовываются лицом к Мекке. В стене кибла, как правило, в центре, находится михраб. Обычно михраб не занят мебелью, но иногда, особенно во время пятничной молитвы, там находится минбар или кафедра для хатиба или другого выступающего с проповедью (хутба). Михраб служит местом, где имам регулярно приводит пять ежедневных молитв.
Мечети часто имеют фонтаны для омовения или источники воды при входе. Тем не менее, в маленьких мечетях прихожанам часто приходится использовать туалеты для омовений. В традиционной мечети эту функцию часто выполняют специальные постройки в центре двора. Современные мечети могут иметь различные удобства типа поликлиник, библиотек и тренажёрных залов для прихожан.

## Средневековая архитектура
| См. также: Крестово-купольные храмы Древней Руси и Романская архитектура | Средневековая архитектура |

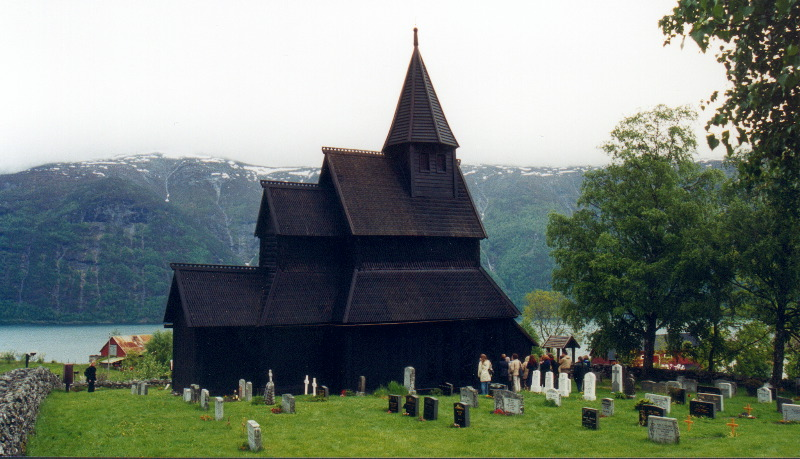
Ставкирка в Урнесе

Христианская архитектура в Европе в средние века взяла за основу план латинского креста для римской базилики. Он состоит из нефа, трансепта и алтаря с восточной стороны.
Кроме того, средневековые соборы испытали влияние византийской архитектуры, в частности куполов и греческих крестов, концентрирующих внимание на алтаре в центре церкви.
Церковь Покрова на Нерли является ярким примером русской православной архитектуры в средние века.Ставкирка в Урнесе в Норвегии является сохранившимся примером средневековых деревянных церковей.

## Готическая архитектура

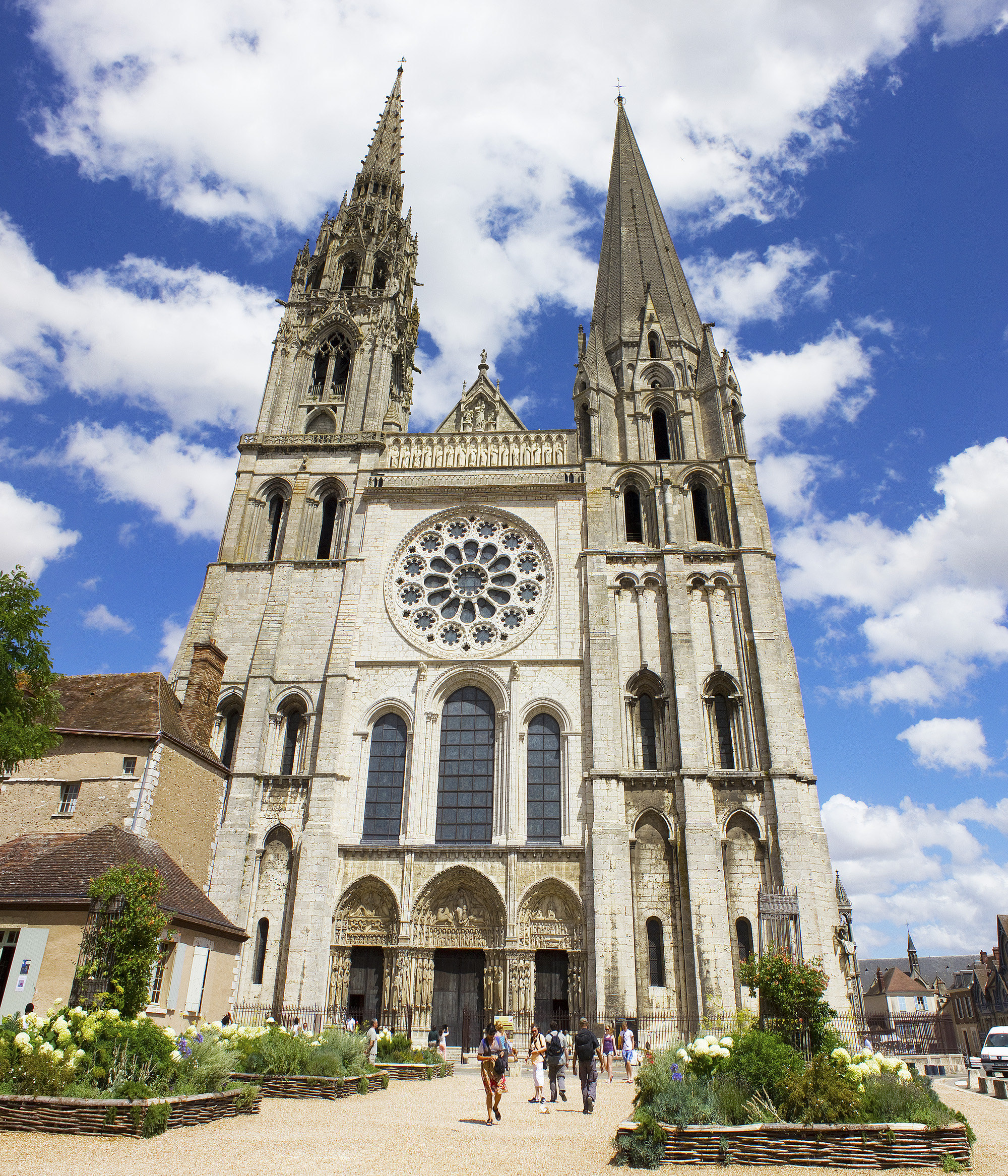
Западный фасад Шартрского собора

Готическая архитектура обычно ассоциируется соборами и другими церквями Европы, этот стиль процветал в Европе во время высокого и позднего средневековья. Зародившись в 12-м веке во Франции, он был известен в то время как «французский стиль». Начальным этапом готической архитектуры считаются церкви аббатства Сен-Дени около Парижа.
Другие наиболее известные сооружения готического стиля — Собор Парижской Богоматери, Амьенский собор и Шартрский собор.

## Архитектура эпохи Возрождения

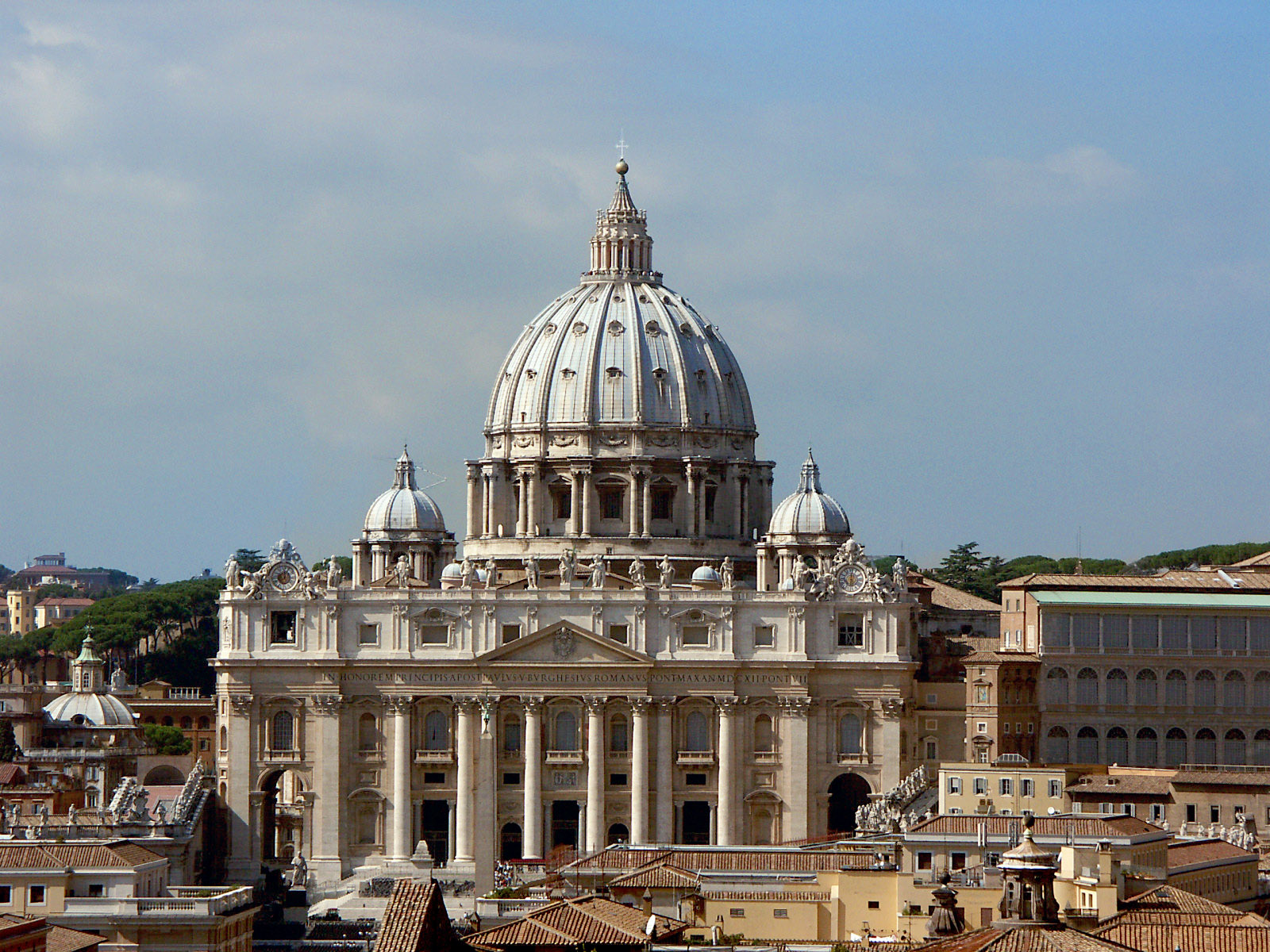
Собор Святого Петра в Риме

Эпоха Возрождения принесла с собой возвращение к классическому стилю и сделала новый акцент на рациональности. Архитектура этого периода представляет собой сознательное возрождение римской архитектуры с её симметрией, математическими пропорциями и геометрическим порядком. Проект купола собора Санта-Мария-дель-Фьоре Филиппо Брунеллески был одним из первых важных религиозных архитектурных проектов итальянского Возрождения.

## Архитектура барокко

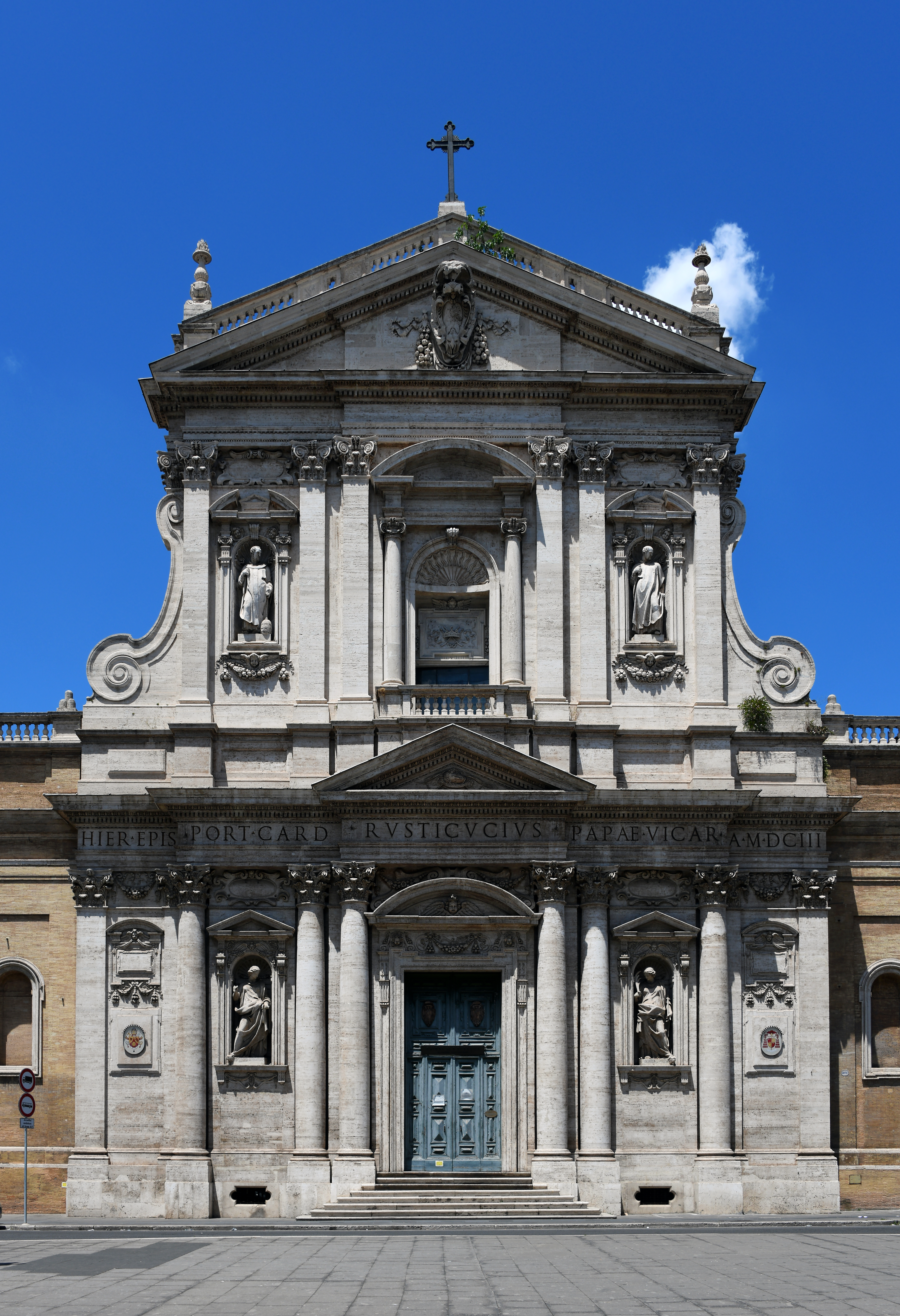
Церковь Святой Сусанны в Риме, Карло Мадерна

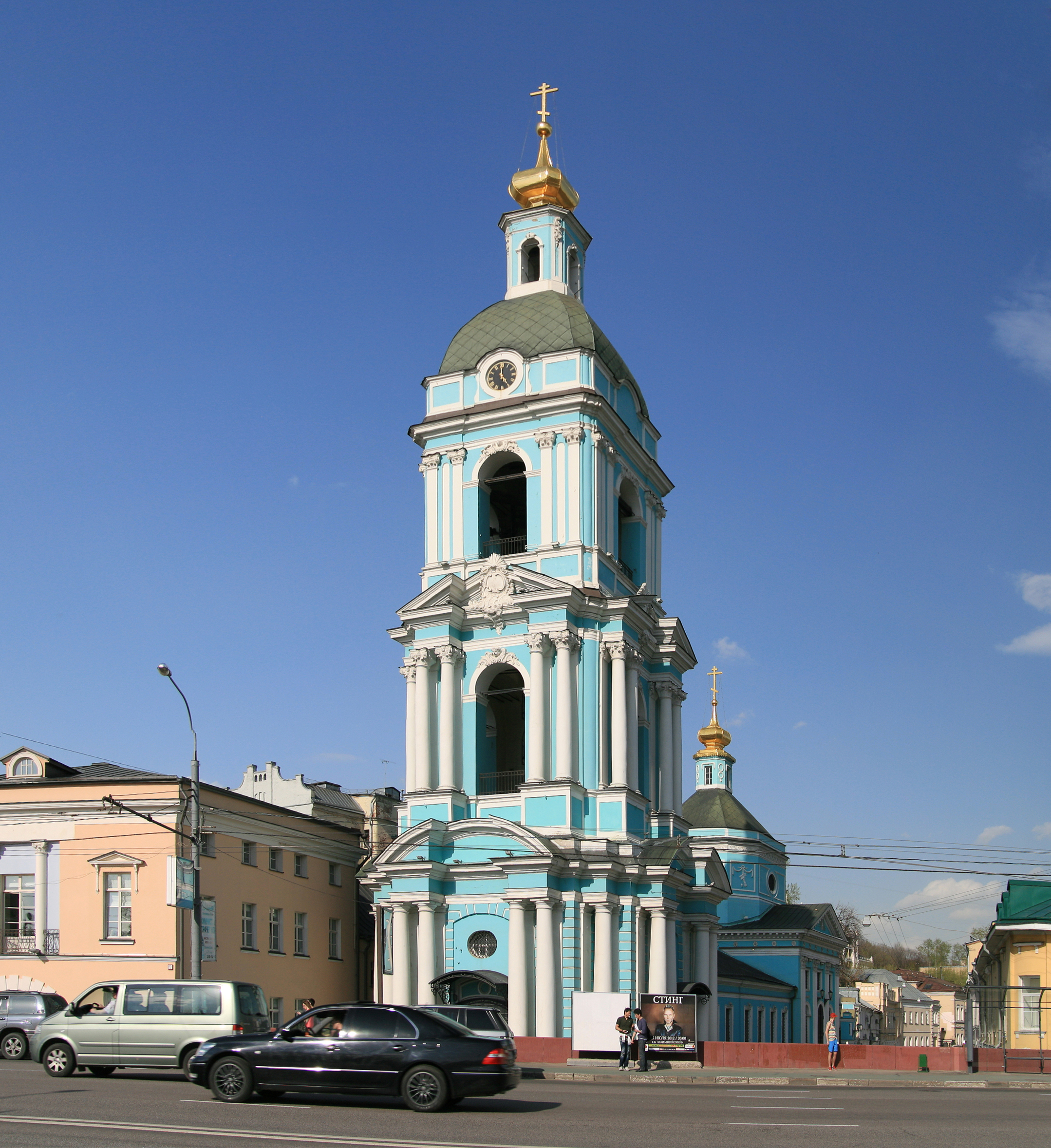
Колокольня церкви Троицы Живоначальной в Серебряниках

Развившись из стиля эпохи возрождения, стиль барокко ярко проявил себя в религиозном искусстве и архитектуре. Большинство историков архитектуры считают Собор Святого Петра в Риме работы Микеланджело прямым предшественником стиля барокко. Стиль барокко можно узнать по широким внутренним пространствам (вместо длинных узких нефов), вниманию на игре света и тени, обширным орнаментам, большим фрескам, произведениям искусства в интерьере, а также часто встречающимся драматическим рельефам на фасаде. Одной из важнейших построек раннего барокко считается Санта-Сузанна архитектора Карло Мадерна. Собор Святого Павла в Лондоне архитектора Кристофера Рена рассматривается как яркий пример позднего барокко в Англии.

## Храмы мормонов

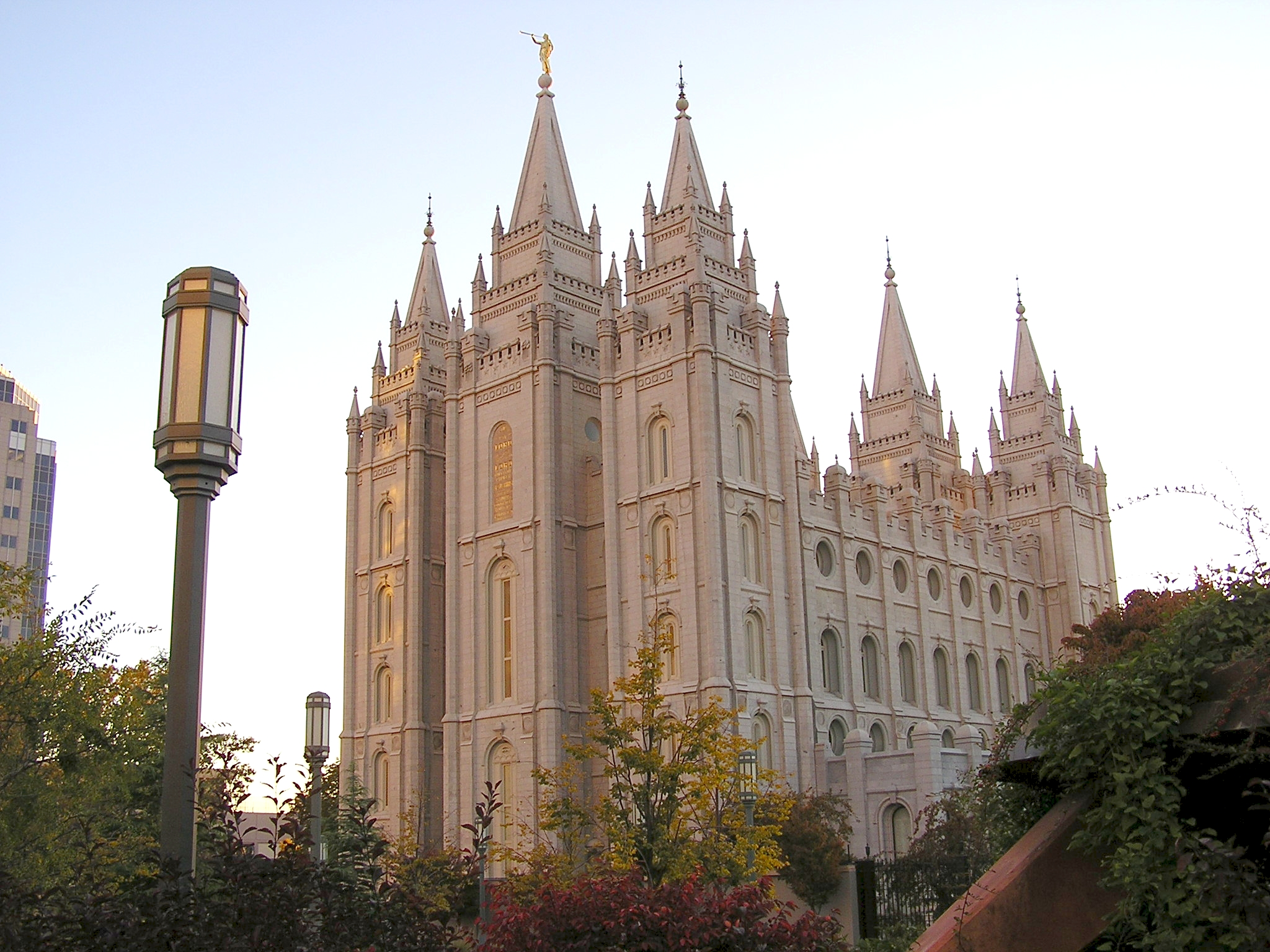
Храм Церкви Иисуса Христа Святых последних дней в Солт‑Лейк‑Сити

Храмы Церкви Иисуса Христа Святых последних дней предлагают уникальный взгляд на религиозный дизайн, хотя он сильно изменился от простого подражания архитектуре церквей, как Храм в Киртланде, построенный в 1830-х годах, до архитектуры неоготики корончатого стиля в ранних храмах штата Юта, а сегодня строятся десятки современных серийных храмов.
В ранних и некоторых современных храмах есть комната собрания священников с двумя наборами кафедр на каждом конце комнаты, со стульями или скамейками, которые можно перемещать лицом к разным сторонам комнаты при необходимости. Большинство, но не все храмы имеют узнаваемую статую ангела Морония на вершине шпиля. Храм в Наву и Храм в Солт-Лейк-Сити украшены символической каменной кладкой, представляющей различные аспекты веры.

## Современная архитектура

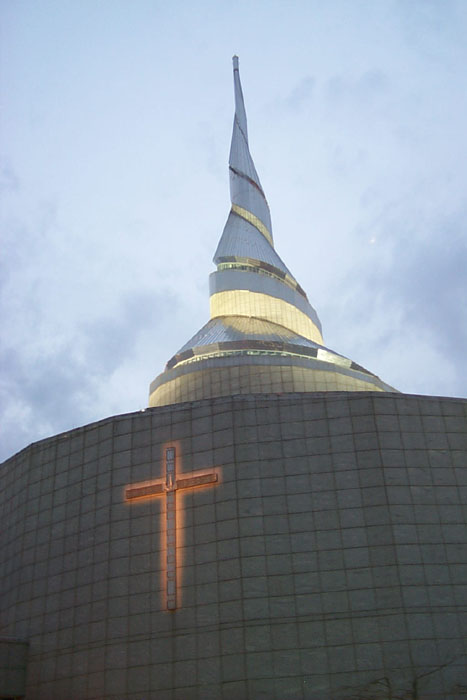
Церковь Христа в Индепенденс, Миссури, США — пример храмовой архитектуры постмодернизма